# Мадарас, Виктор
Виктор Ма́дарас (венг. Madarász Viktor; 14 декабря 1830, Четнек — 10 января 1917, Будапешт) — венгерский художник-романтик. Известен прежде всего историческими сценами и портретами.

## Биография
Он происходил из обедневшей дворянской семьи. Его отец Андраш был металлургом. Виктора отправили в Пожонь (Братиславу) изучать право.
Восемнадцатилетним участвовал в Революции 1848—1849 годов вместе с братом Андрашем, присутствовал на капитуляции в Вилагоше, некоторое время скрывался, а затем находился в эмиграции. После изучения юриспруденции Мадарас учился живописи в венской Академии художеств и в частной школе Фердинанда Вальдмюллера. Его первое историческое полотно, «Куруц и лабанц», изображало братьев, сражавшихся на противоположных сторонах, было тепло принято.
В 1856 году он отправился в Париж, где учился в студии Леона Конье и в Школе изящных искусств. Испытал в творчестве влияние Поля Делароша. Наиболее продуктивными в его творчестве стали годы, проведённые в Париже. В 1860 году его драматические полотна заслужили золотую медаль на выставке в Париже. Вернувшись в Пешт в 1870 году, бросил живопись и занялся унаследованным делом отца, но обанкротился. 
Известен романтико-патетическими полотнами по мотивам венгерской истории и портретами. Работы Виктора Мадараса хранятся в Венгерской национальной галерее. Картина Мадараса «Габор Бетлен в кругу своих учёных» украшает банкноту в 2000 венгерских форинтов.